# Планисфера Кантино

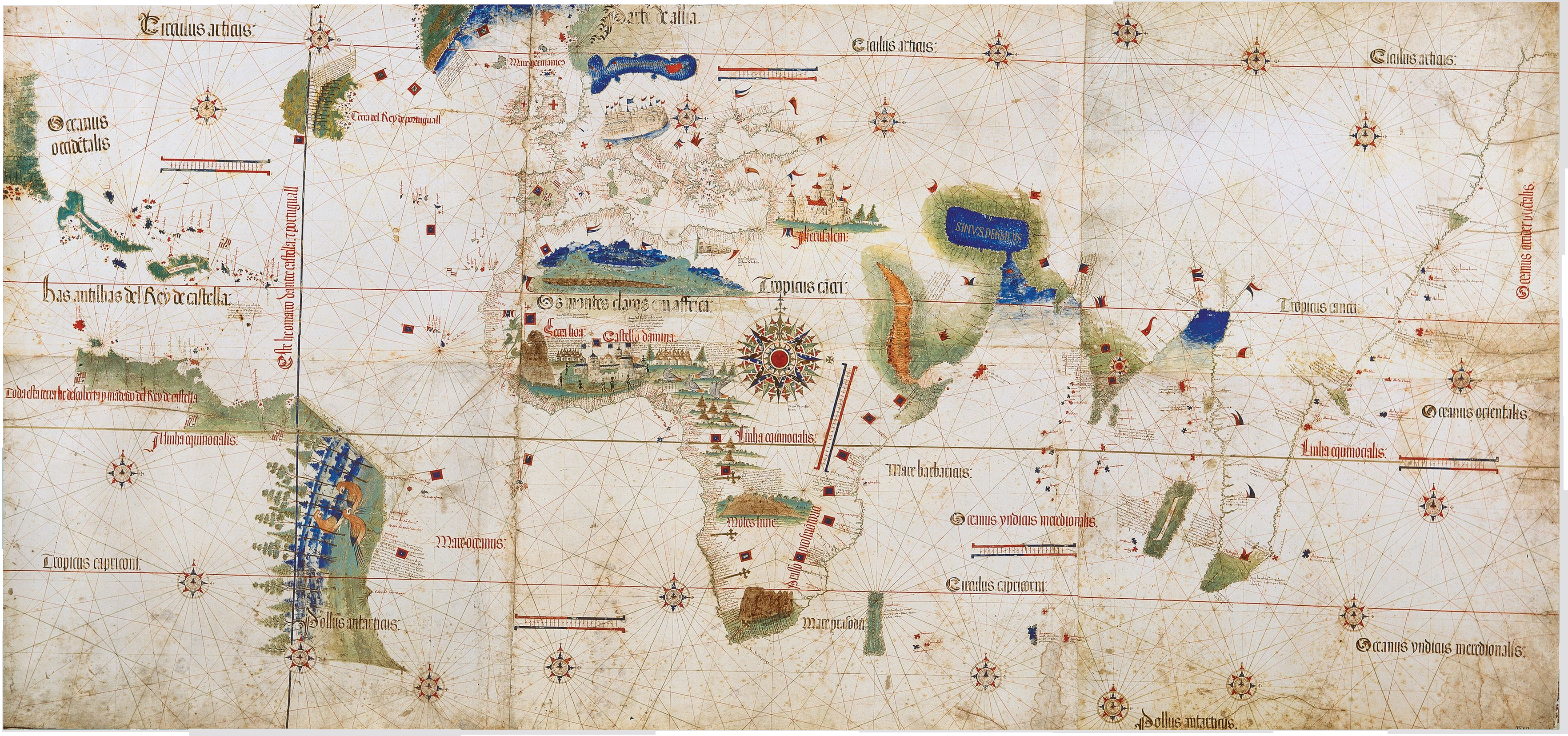
Планисфера Кантино (1502)

Планисфера Кантино — драгоценный памятник эпохи Великих географических открытий, запечатлевший состояние географических знаний португальцев на рубеже XV и XVI веков.
Опасаясь конкуренции со стороны испанцев и других народов, португальцы держали свои географические открытия в секрете. Карты новооткрытых земель хранились под замком в Индийском доме в Лиссабоне. Феррарский герцог Эрколе I д’Эсте загорелся любопытством и направил в Лиссабон под видом торговца лошадьми своего агента Альберто Кантино. Не скупясь на взятки, Кантино получил доступ в Индийский дом и приобрёл там копию планисферы с изображением последних португальских открытий, включая берег Бразилии, обнаруженный в 1500 году Кабралом.
В 1502 году Кантино тайком вывез три склеенных листа пергамента, на которые нанесена планисфера, в ренессансную Италию. Документ получил большую известность и лёг в основу популярной карты Кавери (1505). В настоящее время планисфера Кантино хранится в библиотеке Эстенсе в Модене. Во время волнений рисорджименто она была утеряна, но впоследствии обнаружилась в лавке местного мясника и вернулась на своё традиционное место в библиотеке.